# Новопетровский сельский совет (Нижнесерогозский район)
Новопетровский сельский совет (укр. Новопетрівська сільська рада) — входит в состав
Нижнесерогозского района
Херсонской области
Украины.
Административный центр сельского совета находится в селе Новопетровка
.

## История
- 1944 — дата образования.

## Населённые пункты совета
- с. Новопетровка
- с. Косаковка